# Molpe Colles
Molpe Colles zijn een reeks heuvels op de planeet Venus. Molpe Colles werden in 1991 genoemd naar Molpe, een sirene uit de Griekse mythologie.
De heuvels hebben een diameter van 548 kilometer en bevinden zich in de quadrangles Snegurochka Planitia (V-1) en Pandrosos Dorsa (V-5).